# Staring at the Sun
Singles de U2
Discothèque
(1997) Last Night on Earth
(1997)
Staring at the Sun est une chanson du groupe de rock irlandais U2. Il s’agit de la cinquième piste de leur album Pop sorti en 1997, et son deuxième single, publié le 15 avril 1997. C'est un morceau de rock alternatif.
Le morceau parle d'un après-midi ensoleillé et paresseux, mais fait aussi allusion à la présence militaire anglaise en Irlande du Nord.
La chanson a accédé à la place de no 1 au Canada, au troisième rang dans les charts britanniques, et à la 26e place au Billboard Hot 100 aux États-Unis. Il a également atteint le top 10 en Finlande, en Irlande, en Nouvelle-Zélande et en Norvège.
À ce jour, Staring at the Sun est l’un des rares morceaux de Pop à rester un incontournable de la setlist, sans doute parce que l’ossature de la chanson est solide.

## Classements hebdomadaires
| Classement (1997)                      | Meilleure place |
| -------------------------------------- | --------------- |
| Allemagne (Media Control AG)           | 41              |
| Australie (ARIA)                       | 23              |
| Autriche (Ö3 Austria Top 40)           | 25              |
| Belgique (Flandre Ultratop 50 Singles) | 46              |
| Canada (RPM 100 Singles)               | 1               |
| États-Unis (Billboard Hot 100)         | 26              |
| États-Unis (Adult Alternative Songs)   | 1               |
| États-Unis (Alternative Songs)         | 1               |
| Finlande (Suomen virallinen lista)     | 4               |
| France (SNEP)                          | 49              |
| Irlande (IRMA)                         | 4               |
| Italie (FIMI)                          | 2               |
| Norvège (VG-lista)                     | 9               |
| Nouvelle-Zélande (RMNZ)                | 4               |
| Pays-Bas (Single Top 100)              | 19              |
| Royaume-Uni (UK Singles Chart)         | 3               |
| Suède (Sverigetopplistan)              | 26              |
| Suisse (Schweizer Hitparade)           | 29              |